# Samir Nasri
Samir Nasri (Marselha, 26 de junho de 1987) é um ex-futebolista francês de origem argelina que atuava como meio-campista.

## Infância e juventude
Samir Nasri nasceu numa família de argelinos, fato muito comum na cidade de Marselha, já que a cidade recebe milhares de imigrantes procedentes do país. Cresceu no bairro de La Gavotte Peyret, subúrbio ao norte da cidade. Durante sua infância, jogava futebol com seus amigos na rua, onde desenvolveu muitas de suas habilidades. Notando o interesse de seu filho pelo esporte, seus pais lhe enviaram para o pequeno clube Pennes Mirabeau, em 1993. Após três anos no humilde clube francês, foi descoberto pelo poderoso Olympique de Marseille aos nove anos de idade.

## Carreira

### Olympique de Marseille

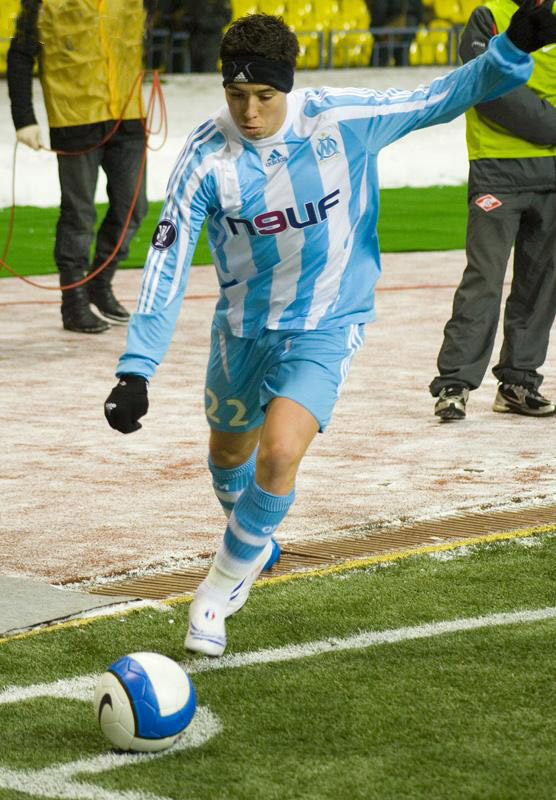
Nasri atuando pelo Marseille em 2008

Foi revelado em 2004 pelo Olympique de Marseille, depois de atuar por oito anos nas categorias de base do clube. Se destacou bastante pelo clube francês, principalmente atuando pelas alas, devido a sua velocidade e agilidade. Nessa posição, passou a ser um dos jogadores com mais assistências no campeonato e, aos 17 anos de idade, já era titular absoluto da equipe.
Ali começou a comparação dele a Zinédine Zidane, não só por sua promissora habilidade, mas por ter, assim como Zizou, nascido em Marselha, atuar no meio-de-campo, ter estreado no futebol aos 17 anos e por ter origem argelina assim como Karim Benzema, com quem dividia os holofotes entre as jovens revelações do futebol francês.
Do próprio Zidane, recebeu o prêmio de revelação da Ligue 1 na temporada 2006–07, tendo sido eleito pela entidade francesa que representa os jogadores profissionais — Zidane recebera o mesmo prêmio em 1994 e, além disso, ambos têm o mesmo empresário. Entretanto, Nasri preferiu rechaçar as comparações, usando o próprio Zizou como exemplo:
| “ | Quando ele chegou à Juventus, todo mundo o comparava a Michel Platini. As coisas começaram a melhorar quando ele entendeu que não deveria se comparar. | ” |

### Arsenal
Chamou a atenção dos grandes clubes europeus, dentre eles o Arsenal, que o contratou em junho de 2008, por cerca de 17 milhões de euros, aumentando a colônia francófona da equipe inglesa. Nela, as comparações passaram a ser feitas, ao menos pelo treinador Arsène Wenger, com Robert Pirès, meio-campista francês que também teve sucesso nos Gunners.
Nasri marcou logo em sua estreia pelo Arsenal, no dia 16 de agosto de 2008, aos quatro minutos da partida contra o então promovido West Bromwich, na primeira rodada da Premier League. Já no dia 8 de novembro, marcou os dois gols da vitória por 2 a 1 sobre o Manchester United. Terminou sua primeira temporada na Inglaterra com seis gols e duas assistências em 29 partidas.
| “                                                         | Samir é um estudante do futebol. Vive por este jogo. Ele ama os treinos, assiste jogo após jogo na TV e então usa o que viu para corrigir os erros do seu próprio jogo. Quando você realmente ama o futebol, é isso que faz a diferença. | ” |
| — Gilles Grimandi, ex-jogador e então olheiro do Arsenal. | |   |

Iniciou a temporada 2009–10 se recuperando de uma grave lesão, e por isso perdeu os primeiros jogos da Premier League. Após seu retorno, foi novamente integrado ao time titular e assim se manteve. Com o fracasso do clube em relação à conquista de títulos, o meia tampouco se destacou, muito atrapalhado por lesões.

#### 2010–11: A melhor temporada pelosGunners
Antes do início da temporada 2010–11, Nasri admitiu que estava determinado a voltar a sua boa forma que o consagrou no Olympique, e que resultou no Arsenal contratá-lo dois anos antes. Ele também admitiu que ficou extremamente frustrado por não ter sido convocado por Raymond Domenech para a Copa do Mundo de 2010. A boa forma de fato retornou, e Nasri impressionou pelas atuações e pelos números nesta temporada, que foi a sua melhor pelo clube londrino. O meio-campista francês foi o artilheiro da equipe nos primeiros meses de disputa da Premier League e da Liga dos Campeões da UEFA.

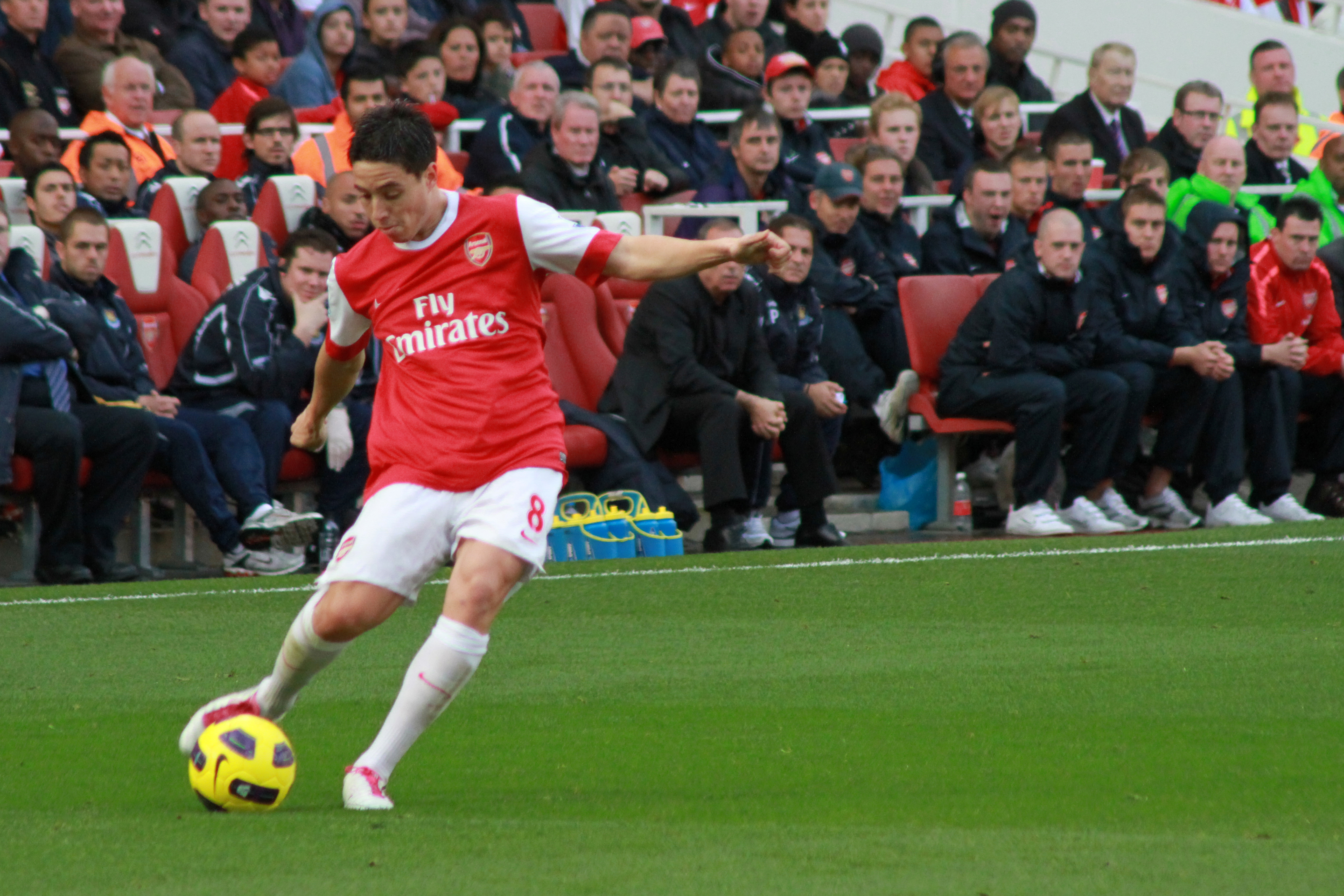
Nasri atuando pelo Arsenal em partida contra o West Ham, em outubro de 2010

Iniciou a temporada pelo Arsenal sendo escalado como titular para o primeiro jogo da temporada, no dia 15 de agosto de 2010, um clássico contra o Liverpool pela Premier League. Nasri jogou os 90 minutos, e partida terminou com um empate por 1 a 1. Após a partida, o Arsenal confirmou que Nasri havia sofrido uma lesão no joelho, e que ele ficaria fora por um mês. No entanto, o jogador retornou à equipe depois de apenas três partidas, ajudando na vitória por 6 a 0 sobre o Braga, pela Liga dos Campeões. No dia 21 de setembro, Nasri marcou dois na vitória por 4 a 1 sobre o maior rival Tottenham, no chamado North London Derby. Quatro dias depois, o meio-campista marcou mais dois contra o West Bromwich, mas os Gunners acabaram derrotados por 3 a 2 em pleno Emirates Stadium. Como resultado de suas excelentes partidas, foi eleito o jogador do mês pela PFA no mês de outubro. Em novembro, marcou um belo gol de voleio na vitória por 4 a 2 sobre o Aston Villa. Já no dia 4 de dezembro, marcou mais dois gols contra o Fulham e ajudou o Arsenal a vencer por 2 a 1. A vitória colocou o clube no topo da tabela da Premier League, e estes dois gols foram o 7° e 8° de Nasri pela liga, e o 10° e 11º por todas as competições. Próximo ao fim do ano, no dia 13 de dezembro, Nasri foi eleito o jogador francês do ano, batendo jogadores como Florent Malouda, que também fazia uma boa temporada pelo Chelsea, e o bom goleiro Hugo Lloris, do Lyon. Tornou-se também o primeiro jogador do Arsenal a vencer tal prêmio desde Thierry Henry, em 2006.
Na primeira partida de 2011, Nasri marcou na vitória por 3 a 0 sobre o Birmingham City. Marcou o seu primeiro gol pela Copa da Inglaterra na vitória por 3 a 1 sobre o Leeds United, na terceira rodada. No dia 30 de janeiro, Nasri sofreu uma lesão em partida contra o Huddersfield Town. Esta lesão não foi tão grave quanto as outras que ele sofreu no Arsenal e, apenas duas semanas depois, retornou frente ao gigante Barcelona, pelas oitavas de final da Champions League. No jogo de ida, Nasri contribuiu com uma bela assistência para o gol de Andrey Arshavin, que decretou a vitória de virada por 2 a 1. Porém, os Gunners foram eliminados na partida de volta, após sofrer uma derrota por 3 a 1 no Camp Nou. No dia 8 de abril, Nasri foi premiado por sua excelente temporada, sendo incluído na equipe do ano da PFA, mas acabou perdendo o prêmio de jogador do ano para o galês Gareth Bale.

### Manchester City

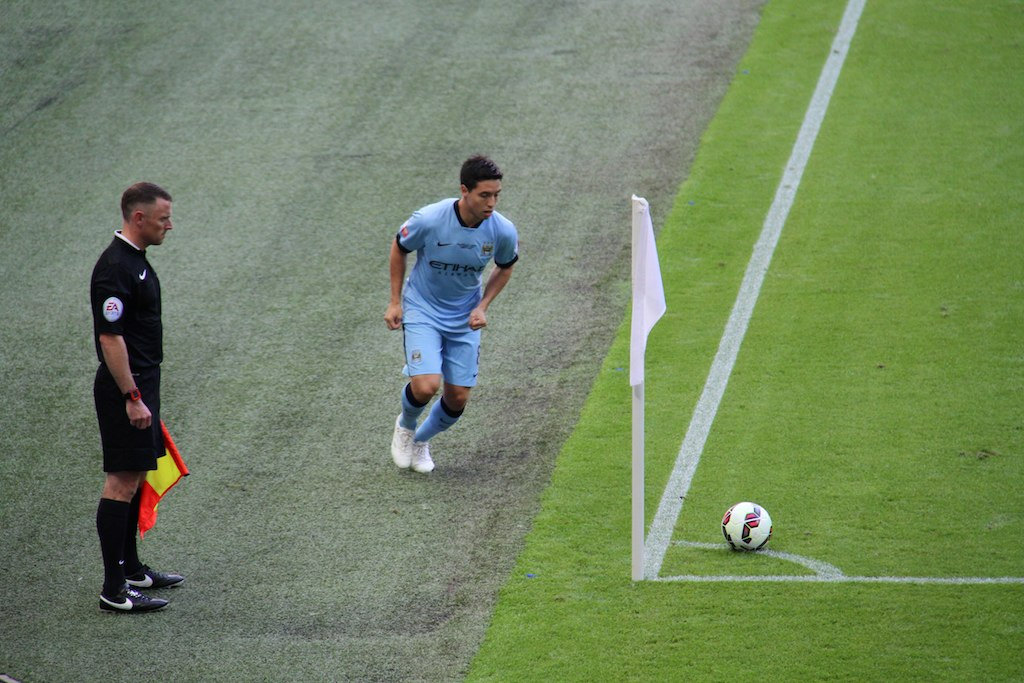
Nasri cobrando um escanteio durante a Supercopa da Inglaterra de 2014

No dia 23 de agosto de 2011, o Arsenal confirmou a venda do jogador francês para o Manchester City, por 25 milhões de libras (cerca de 65 milhões de reais). Logo no dia seguinte, foi apresentado oficialmente pelo clube de Manchester, e recebeu a camisa 19.
Na sua estreia pelos Citizens, Nasri deu três assistências e foi peça fundamental na vitória por 5 a 1 sobre o Tottenham, em pleno White Hart Lane. No jogo seguinte, foi o autor de mais uma assistência na vitória por 3 a 0 sobre o Wigan.

### Sevilla
No dia 31 de agosto de 2016, foi emprestado ao Sevilla.

### Antalyaspor
Já no dia 21 de agosto de 2017, foi anunciado como novo reforço do Antalyaspor, da Turquia. O jogador assinou por duas temporadas.

### Suspensão por doping
Em 22 de fevereiro de 2018, Nasri foi suspenso do futebol por seis meses pela UEFA por violar as regras da WADA em dezembro de 2016, ao receber um gotejamento intravenoso de 500 mililitros de água contendo nutrientes. Em 1 de agosto de 2018, a proibição de Nasri foi aumentada em mais doze meses após um apelo do inspetor de ética e disciplinar da UEFA.

### West Ham
Com sua suspensão do futebol prevista para terminar em 31 de dezembro de 2018, Nasri começou a treinar no West Ham e realizou um exame médico na esperança de assinar um contrato de curto prazo. Quando a sanção terminou, Nasri assinou um acordo de curto prazo até o final da temporada 2018–19. Na sua passagem pelo clube, passou por sucessivas lesões. Em maio de 2019, o West Ham anunciou que jogador deixaria o clube no final de seu contrato, no mês de junho. Nasri foi desligado do clube no final da temporada 2018–19.

### Anderlecht
Após uma passagem apagada pelo West Ham na temporada 2018–19, onde fez apenas seis jogos, foi oficializado como novo reforço do Anderlecht no dia 5 de julho de 2019. No clube belga, Nasri reencontrou seu velho companheiro Vincent Kompany, com quem atuou junto durante cinco temporadas no Manchester City.

### Aposentadoria
No dia 26 de setembro de 2021, aos 34 anos, Nasri anunciou oficialmente sua aposentadoria.

## Seleção Nacional
Nasri atuou por quase todas as categorias de base da Seleção Francesa, desde o Sub-16 até o Sub-21. Fez parte do grupo da França na Euro Sub-17, em 2004, e marcou o gol que deu a vitória aos franceses na grande final.

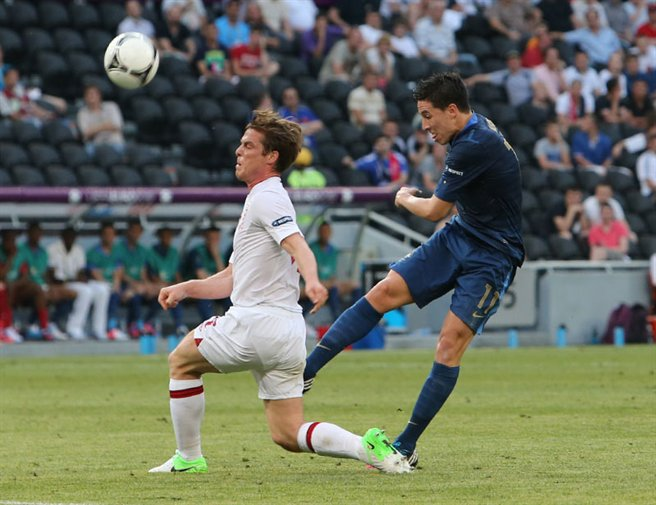
Nasri e Scott Parker durante a Euro 2012

Estreou pela Seleção principal no dia 28 de março de 2007, aos 19 anos, num amistoso contra a Áustria. Marcou seu primeiro gol pelos Bleus na sua terceira partida pela seleção, em 6 de junho de 2007, o único da vitória sobre a Geórgia pelas eliminatórias da Euro 2008. No ano seguinte, já com 20 anos de idade, foi convocado para o torneio. A França caiu no difícil grupo C, e Nasri viu sua seleção ser eliminada ainda na primeira fase. Fez duas partidas e atuou em apenas 32 minutos.
Após ficar de fora da Copa do Mundo de 2010 numa polêmica decisão do então treinador Raymond Domenech, Nasri retornou às listas de convocação em 11 de agosto de 2010, para um amistoso contra a Noruega, agora sob o comando de Laurent Blanc. Posteriormente, em março de 2011, Blanc deu-lhe a faixa de capitão da equipe.
Já em 2014, o treinador Didier Deschamps não o convocou para a Copa do Mundo realizada no Brasil. Assim, o meia se aposentou da Seleção com apenas 27 anos.

## Estatísticas
Atualizadas até 14 de abril de 2013

### Clubes
| Clube                  | Temporada         | Liga  | Liga | Liga    | Copa  | Copa | Copa    | Competições europeias | Competições europeias | Competições europeias | Total | Total | Total   |
| Clube                  | Temporada         | Jogos | Gols | Assist. | Jogos | Gols | Assist. | Jogos                 | Gols                  | Assist.               | Jogos | Gols  | Assist. |
| ---------------------- | ----------------- | ----- | ---- | ------- | ----- | ---- | ------- | --------------------- | --------------------- | --------------------- | ----- | ----- | ------- |
| Olympique de Marseille | 2004–05           | 24    | 1    | 2       | 1     | 0    | 0       | 0                     | 0                     | 0                     | 25    | 1     | 2       |
| Olympique de Marseille | 2005–06           | 30    | 1    | 2       | 5     | 0    | 0       | 14                    | 1                     | 1                     | 49    | 2     | 3       |
| Olympique de Marseille | 2006–07           | 37    | 3    | 6       | 7     | 0    | 1       | 6                     | 0                     | 0                     | 50    | 3     | 7       |
| Olympique de Marseille | 2007–08           | 30    | 6    | 10      | 4     | 0    | 2       | 8                     | 0                     | 3                     | 42    | 6     | 15      |
| Olympique de Marseille | Total             | 121   | 11   | 20      | 17    | 0    | 3       | 28                    | 1                     | 4                     | 166   | 12    | 27      |
| Arsenal                | 2008–09           | 29    | 6    | 2       | 5     | 0    | 3       | 10                    | 1                     | 0                     | 44    | 7     | 5       |
| Arsenal                | 2009–10           | 26    | 2    | 5       | 2     | 0    | 1       | 6                     | 3                     | 0                     | 34    | 5     | 6       |
| Arsenal                | 2010–11           | 30    | 10   | 1       | 8     | 3    | 1       | 8                     | 2                     | 3                     | 46    | 15    | 5       |
| Arsenal                | 2011–12           | 1     | 0    | 0       | 0     | 0    | 0       | 0                     | 0                     | 0                     | 1     | 0     | 0       |
| Arsenal                | Total             | 86    | 18   | 8       | 15    | 3    | 5       | 23                    | 6                     | 3                     | 125   | 27    | 16      |
| Manchester City        | 2011–12           | 31    | 5    | 9       | 5     | 1    | 0       | 9                     | 0                     | 0                     | 45    | 6     | 9       |
| Manchester City        | 2012–13           | 25    | 2    | 5       | 3     | 2    | 2       | 6                     | 1                     | 0                     | 34    | 5     | 7       |
| Manchester City        | Total             | 56    | 7    | 14      | 8     | 3    | 2       | 15                    | 1                     | 0                     | 79    | 11    | 16      |
| Total na carreira      | Total na carreira | 263   | 36   | 42      | 40    | 6    | 10      | 66                    | 8                     | 7                     | 370   | 50    | 59      |

### Seleção Francesa
| Ano     |       |      |         |
| Ano     | Jogos | Gols | Assist. |
| ------- | ----- | ---- | ------- |
| 2006–07 | 3     | 1    | 1       |
| 2007–08 | 9     | 1    | 1       |
| 2008–09 | 3     | 0    | 0       |
| 2009–10 | 0     | 0    | 0       |
| 2010–11 | 7     | 0    | 1       |
| 2011–12 | 13    | 2    | 1       |
| 2013–14 | 6     | 1    | 0       |
| Total   | 41    | 5    | 4       |

| #  | Data                   | Local               | Adversário           | Gol | Resultado | Competição               |
| -- | ---------------------- | ------------------- | -------------------- | --- | --------- | ------------------------ |
| 1. | 6 de junho de 2007     | Auxerre, França     | Geórgia              | 1–0 | 1–0       | Elim. Euro 2008          |
| 2. | 16 de novembro de 2007 | Paris, França       | Marrocos             | 2–1 | 2–2       | Amistoso                 |
| 3. | 11 de outubro de 2011  | Paris, França       | Bósnia e Herzegovina | 1–1 | 1–1       | Elim. Euro 2012          |
| 4. | 11 de junho de 2012    | Donetsk, Ucrânia    | Inglaterra           | 1–1 | 1–1       | Euro 2012                |
| 5. | 10 de setembro de 2013 | Gomel, Bielorrússia | Bielorrússia         | 3–2 | 4–2       | Elim. Copa do Mundo 2014 |

## Títulos
Olympique de Marseille
- Copa Intertoto da UEFA: 2005

Manchester City
- Premier League: 2011–12 e 2013–14
- Supercopa da Inglaterra: 2012
- Copa da Liga Inglesa: 2013–14

Seleção Francesa
- Euro Sub-17: 2004

### Prêmios individuais
- Jogador francês do ano: 2010
- Revelação da Ligue 1: 2006–07
- Equipe do Ano na Ligue 1: 2006–07
- Jogador do mês na Premier League: dezembro de 2010
- Jogador do mês do Arsenal: dezembro de 2010
- Equipe do Ano na Premier League pela PFA: 2010–11
- Artilheiro da Supercopa da Inglaterra: 2012 (1 gol)
- 93º melhor jogador do ano de 2012 (The Guardian)[28]
- Troféu Alan Hardaker: 2014